# زانتوسیلین
زانتوسیلین (به انگلیسی: Xantocillin) یک ترکیب شیمیایی با شناسه پاب‌کم ۵۳۷۸۲۹۳ است. که جرم مولی آن متغیر می‌باشد. شکل ظاهری این ترکیب، بلورهای زرد است.